# Кайбинг
Кайбинг (нем. Kaibing) — коммуна (нем. Gemeinde) в Австрии, в федеральной земле Штирия. 
Входит в состав округа Хартберг.  Население составляет 372 человека (на 31 декабря 2005 года). Занимает площадь 2,8 км². Официальный код  —  60 714.

## Политическая ситуация
Бургомистр коммуны — Йозеф Линд (АНП) по результатам выборов 2005 года.
Совет представителей коммуны (нем. Gemeinderat) состоит из 9 мест.
- АНП занимает 5 мест.
- СДПА занимает 4 места.